# Coppa Italia 2023-2024 (calcio a 5 femminile)
La Coppa Italia 2023-2024 è la 23ª edizione assoluta della manifestazione. La partecipazione alla competizione è riservata alle 12 formazioni partecipanti alla Serie A. La Final Eight si è svolta tra il 18 e il 21 aprile presso il Palazzetto dello sport di Campo Ligure e l'RDS Stadium di Genova.

## Formula
Il torneo è disputato dalle formazioni di Serie A e prevede un turno a eliminazione diretta (andata e ritorno) e una Final eight in sede unica.

### Regolamento
Tutto il torneo è articolato su gare con formula a eliminazione diretta. Le società classificate ai primi quattro posti al termine del girone d'andata sono qualificate alla Final Eight, mentre le squadre giunte tra la 5ª e la 12ª posizione svolgeranno un turno preliminare giocato con formula di andata e ritorno, con ritorno in casa della squadre meglio classificata. Le 4 vincenti il turno preliminare si qualificano alla Final Eight in sede unica.
In caso di parità nel computo totale delle reti al termine della gara di ritorno sono previsti i tempi supplementari ma in caso di ulteriore parità sarà decretata vincente la squadra meglio classificata.

## Programma
| Fase        | Sorteggio        | Date                | Date                |
| ----------- | ---------------- | ------------------- | ------------------- |
| I turno     |                  | Andata              | Ritorno             |
| I turno     | 18 febbraio 2024 | 10 marzo 2024       |                     |
| Final Eight | 9 aprile 2024    | 18 – 21 aprile 2024 | 18 – 21 aprile 2024 |

## Squadre qualificate
Erano iscritte d'ufficio tutte le società appartenenti al campionato nazionale di Serie A. Il detentore del trofeo è il Bitonto, mentre Kick Off e Falconara sono le squadre più vincenti tra quelle partecipanti (2 edizioni).
| Partecipanti |                      |         |          |         |                     |
| Final Eight  | Final Eight          | I turno | I turno  | I turno | I turno             |
| 1            | Bitonto              | 5       | Molfetta | 9       | Royal Team Lamezia  |
| 2            | Tikitaka Francavilla | 6       | Lazio    | 10      | Audace Verona       |
| 3            | Falconara            | 7       | V.I.P.   | 11      | Atletico Foligno    |
| 4            | Pescara              | 8       | Kick Off | 12      | Pelletterie Firenze |

## I turno

### Risultati
Gli incontri del primo turno si sono disputati il con andata il 16 e il 17 febbraio e ritorno il 9 e il 10 marzo in casa della società meglio classificata.
| Squadra 1           | Totale | Squadra 2 | Andata | Ritorno |
| ------------------- | ------ | --------- | ------ | ------- |
| Pelletterie Firenze | 4 - 6  | Molfetta  | 2 - 2  | 2 - 4   |
| Atletico Foligno    | 5 - 7  | Lazio     | 4 - 2  | 1 - 5   |
| Audace Verona       | 4 - 5  | V.I.P.    | 0 - 1  | 4 - 4   |
| Royal Team Lamezia  | 2 - 7  | Kick Off  | 1 - 3  | 1 - 4   |

### Partite

#### Andata
| Arbitri: | Luca Di Battista (Avezzano) Fabio Maria Malandra (Avezzano) |
| Crono:   | Andrea Cini (Perugia)                                       |

|                                                                      |           |                                         |
| Proietti 15'44'’ Mercuri 17'37'’ Narcisi 20'36'’ E. Bisognin 25'36'’ | Marcatori | 36'27'’ (aut.) Harakawa 39'43'’ Pascual |

| Arbitri: | Andrea Colombo (Modena) Carmine Genoni (Busto Arsizio) |
| Crono:   | Davide Plutino (Reggio Emilia)                         |

|                                  |           |                                |
| Luotonen 11'00'’ Queiroz 29'00'’ | Marcatori | 33'00'’ De Marco 33'20'’ Belam |

| Arbitri: | Vincenzo Cannistrà (Catanzaro) Mario Certa (Marsala) |
| Crono:   | Davide De Ninno (Varese)                             |

|  |           |                  |
|  | Marcatori | 11'07'’ Balardin |

| Arbitri: | Massimo Seminara (Palermo) Ugo Ciccarelli (Napoli) |
| Crono:   | Luca Petrillo (Catanzaro)                          |

|                     |           |                                                     |
| J. Ferreira 31'42'’ | Marcatori | 6'33'’ Bortolini 13'42'’ Lanziloti 13'54'’ Ghilardi |

#### Ritorno
| Arbitri: | Pasquale Crocifoglio (Napoli) Gianluca Rutolo (Chieti) |
| Crono:   | Saverio Carone (Bari)                                  |

|                                                                     |           |                              |
| Errico 8'05'’ Bruninha 21'46'’, 29'30'’ Giuseppina De Marco 34'10'’ | Marcatori | 29'00'’ Salesi 35'30'’ Gomez |

| Arbitri: | Martina Piccolo (Padova) Elena Lunardi (Padova) |
| Crono:   | Carmine Genoni (Busto Arsizio)                  |

|                                                                    |           |                 |
| Stegius 6'19'’ Lanziloti 10'38'’ Lundström 29'07'’ Vanelli 35'08'’ | Marcatori | 5'46'’ De Sarro |

| Arbitri: | Emilio Romano (Nola) Vincenzo Cannistrà (Catanzaro) |
| Crono:   | Luca Paverani (Roma 2)                              |

|                                                                       |           |                 |
| Ribeirete 17'26'’, 31'52'’ Matijevic 22'50'’, 28'01'’ Pascual 39'46'’ | Marcatori | 19'56'’ Narcisi |

| Arbitri: | Davide Plutino (Reggio Emilia) Francesco Sgueglia (Finale Emilia) |
| Crono:   | Giulio Colombin (Bassano del Grappa)                              |

|                                                         |           |                                                     |
| Troiano 4'02'’, 21'03'’ Jimenez 9'34'’ Balardin 10'43'’ | Marcatori | 16'27'’, 30'05'’, 31'29'’ Pomposelli 34'45'’ De Cao |

## Final Eight
La Final Eight si disputerà tra il 18 e il 21 aprile presso l'RDS Stadium di Genova e il Palazzetto dello Sport di Campo Ligure (quarti di finale). In caso di parità al termine dei tempi regolamentari nelle gare di Quarti e Semifinali non sono previsti tempi supplementari, a differenza della finale. Il sorteggio si è tenuto il 9 aprile.

### Tabellone
|  | Quarti di finale | Quarti di finale     | Quarti di finale |  |  | Semifinali | Semifinali | Semifinali |  |  | Finale | Finale | Finale |  |
|  |                  |                      |                  |  |  |            |            |            |  |  |        |        |        |  |
|  | 3                | Falconara            |                  |  |  |            |            |            |  |  |        |        |        |  |
|  | 3                | Falconara            |                  |  |  |            |            |            |  |  |        |        |        |  |
|  |                  | Kick Off             |                  |  |  |            |            |            |  |  |        |        |        |  |
|  |                  |                      |                  |  |  |            |            |            |  |  |        |        |        |  |
|  |                  |                      |                  |  |  |            |            |            |  |  |        |        |        |  |
|  |                  |                      |                  |  |  |            |            |            |  |  |        |        |        |  |
|  | 2                | Tikitaka Francavilla |                  |  |  |            |            |            |  |  |        |        |        |  |
|  | 2                | Tikitaka Francavilla |                  |  |  |            |            |            |  |  |        |        |        |  |
|  |                  | Lazio                |                  |  |  |            |            |            |  |  |        |        |        |  |
|  |                  |                      |                  |  |  |            |            |            |  |  |        |        |        |  |
|  |                  |                      |                  |  |  |            |            |            |  |  |        |        |        |  |
|  |                  |                      |                  |  |  |            |            |            |  |  |        |        |        |  |
|  | 4                | Pescara              |                  |  |  |            |            |            |  |  |        |        |        |  |
|  | 4                | Pescara              |                  |  |  |            |            |            |  |  |        |        |        |  |
|  |                  | Molfetta             |                  |  |  |            |            |            |  |  |        |        |        |  |
|  |                  |                      |                  |  |  |            |            |            |  |  |        |        |        |  |
|  |                  |                      |                  |  |  |            |            |            |  |  |        |        |        |  |
|  |                  |                      |                  |  |  |            |            |            |  |  |        |        |        |  |
|  | 1                | Bitonto              |                  |  |  |            |            |            |  |  |        |        |        |  |
|  | 1                | Bitonto              |                  |  |  |            |            |            |  |  |        |        |        |  |
|  |                  | V.I.P.               |                  |  |  |            |            |            |  |  |        |        |        |  |

### Risultati

#### Quarti di finale
| Campo Ligure 18 aprile 2024, ore 11:00 | Falconara | – referto | Kick Off | Palazzetto dello Sport |

| Campo Ligure 18 aprile 2024, ore 15:00 | Tikitaka Francavilla | – referto | Lazio | Palazzetto dello Sport |

| Campo Ligure 18 aprile 2024, ore 18:00 | Pescara | – referto | Molfetta | Palazzetto dello Sport |

| Campo Ligure 18 aprile 2024, ore 21:00 | Bitonto | – referto | V.I.P. | Palazzetto dello Sport |

#### Semifinali
| Genova 19 aprile 2024, ore 18:15 |  | – |  | RDS Stadium |

| Genova 19 aprile 2024, ore 20:45 |  | – |  | RDS Stadium |

#### Finale
| Genova 21 aprile 2024, ore 12:30 |  | – |  | RDS Stadium |

## Classifica marcatrici
Aggiornata al 14 marzo
| Gol |  |  | Giocatore                  | Squadra          |
| --- |  |  | -------------------------- | ---------------- |
| 3   |  |  | Arianna Pomposelli         | Audace Verona    |
| 2   |  |  | Georgia Fernandes Balardin | V.I.P.           |
| 2   |  |  | Giuseppina De Marco        | Molfetta         |
| 2   |  |  | Vitoria Lanziloti          | Kick Off         |
| 2   |  |  | Bruna Marcon               | Molfetta         |
| 2   |  |  | Tomislava Matijevic        | Lazio            |
| 2   |  |  | Elisa Narcisi              | Atletico Foligno |
| 2   |  |  | Corin Pascual              | Lazio            |
| 2   |  |  | Patricia Ribeirete         | Lazio            |
| 2   |  |  | Jessica Troiano            | V.I.P.           |

| Gol |  |  | Giocatore           | Squadra             |
| --- |  |  | ------------------- | ------------------- |
| 1   |  |  | Marina Belam        | Molfetta            |
| 1   |  |  | Edicarla Bisognin   | Atletico Foligno    |
| 1   |  |  | Luiza Bortolini     | Kick Off            |
| 1   |  |  | Elena De Cao        | Audace Verona       |
| 1   |  |  | Federica De Sarro   | Royal Team Lamezia  |
| 1   |  |  | Marfil Errico       | Molfetta            |
| 1   |  |  | Julia Ferreira      | Royal Team Lamezia  |
| 1   |  |  | Greta Ghilardi      | Kick Off            |
| 1   |  |  | Pia Gomez           | Pelletterie Firenze |
| 1   |  |  | Vanessa Jimenez     | V.I.P.              |
| 1   |  |  | Lundström           | Kick Off            |
| 1   |  |  | Anni Elina Luotonen | Pelletterie Firenze |
| 1   |  |  | Eleonora Mercuri    | Atletico Foligno    |
| 1   |  |  | Arianna Proietti    | Atletico Foligno    |
| 1   |  |  | Andreza Queiroz     | Pelletterie Firenze |
| 1   |  |  | Giorgia Salesi      | Pelletterie Firenze |
| 1   |  |  | Madeleine Stegius   | Kick Off            |
| 1   |  |  | Gaby Vanelli        | Kick Off            |